# James M. Buchanan
James McGill Buchanan, Jr. (født 3. oktober 1919 i Murfreesboro, død 9. januar 2013 i Blacksburg) var en amerikansk økonom. Han er kendt for sit arbejde inden for public choice-teori - et forskningsområde, som han grundlagde sammen med Gordon Tullock - og modtog Nobelprisen i økonomi i 1986 for dette arbejde. 

## Baggrund
James Buchanan blev født i byen Murfreesboro i Tennessee, USA. Hans bedstefar John P. Buchanan var guvernør for Tennessee i 1890'erne. Han tog sin uddannelse ved Middle Tennessee State Teachers College og University of Tennessee, hvorfra han blev kandidat i 1941. Krigsårene tilbragte han ved admiral Chester Nimitz' stab i Honolulu på Hawaii. Her mødte han og giftede sig i oktober 1945 med den norskfødte Anne Bakke, der arbejdede som sygeplejerske på militærbasen på Hawaii.
Buchanan tog sin Ph.D.-grad ved University of Chicago, hvor han i 1948 forsvarede afhandlingen "Fiscal Equity in a Federal State". Under opholdet i Chicago blev han, ligesom sin Nobelpris-kollega George Stigler nogle år tidligere, dybt påvirket af Frank Knight. En anden af hans vigtige inspirationskilder var den svenske økonom Knut Wicksell.
Buchanan har i sin karriere forsket og undervist ved en række forskellige universiteter, således University of Virginia, University of California, Los Angeles (UCLA), Virginia Polytechnic Institute, George Mason University, Florida State University og University of Tennessee.

## Forskning
Buchanans arbejde har omfattet offentlig økonomi, offentlig gæld, vælgeradfærd, politisk økonomi og libertarianisme. Ved hans død skrev Robert McFadden i en nekrolog i New York Times, at Buchanan havde formet tankegangen hos en hel generation af konservative om offentlige underskud, skatter og størrelsen af den offentlige sektor.
Buchanan opfattes også som hovedmanden bag genfødslen af området politisk økonomi som et videnskabeligt forskningsområde.
Buchanan mente, at politik ikke bør betragtes som et spørgsmål om fordeling, men i stedet er et spørgsmål om valget af de spilleregler, der skaber et mønster af byttehandler og fordelinger. Afgørende for at forstå Buchanans tankegang er hans skelnen mellem "politics" og "policy". Politics handler om selve spillereglerne, mens policy fokuserer på de strategier, som aktører anvender under et givet sæt spilleregler. "Spørgsmål om, hvad der er gode spilleregler, ligger inden for samfundsfilosofiens domæne, mens spørgsmål om de strategier, som spillere vil vælge givet disse spilleregler, er den økonomiske videnskabs domæne, og det er samspillet mellem reglerne (socialfilosofi) og strategierne (økonomi), som udgør det, Buchanan kalder konstitutionel politisk økonomi".